# Белфонт (Арканзас)
Белфонт (англ. Bellefonte) — город, расположенный в округе Бун (штат Арканзас, США) с населением в 481 человек по оценке 2016 года.

## География
По данным Бюро переписи населения США город Белфонт имеет общую площадь в 1,55 квадратных километров, водных ресурсов в черте населённого пункта не имеется.
Город Белфонт расположен на высоте 323 метра над уровнем моря.

## Демография
По данным переписи населения 2000 года в Белфонт проживало 400 человек, 114 семей, насчитывалось 157 домашних хозяйств и 173 жилых дома. Средняя плотность населения составляла около 267 человек на один квадратный километр. Расовый состав Белфонт по данным переписи распределился следующим образом: 94,50 % белых, 0,50 % — чёрных или афроамериканцев, 0,50 % — коренных американцев, 0,25 % — выходцев с тихоокеанских островов, 0,75 % — представителей смешанных рас, 3,50 % — других народностей. Испаноговорящие составили 4,75 % от всех жителей города.
Из 157 домашних хозяйств в 33,1 % — воспитывали детей в возрасте до 18 лет, 55,4 % представляли собой совместно проживающие супружеские пары, в 14,0 % семей женщины проживали без мужей, 26,8 % не имели семей. 24,2 % от общего числа семей на момент переписи жили самостоятельно, при этом 6,4 % составили одинокие пожилые люди в возрасте 65 лет и старше. Средний размер домашнего хозяйства составил 2,55 человек, а средний размер семьи — 3,02 человек.
Население города по возрастному диапазону по данным переписи 2000 года распределилось следующим образом: 29,3 % — жители младше 18 лет, 9,5 % — между 18 и 24 годами, 27,3 % — от 25 до 44 лет, 21,8 % — от 45 до 64 лет и 12,3 % — в возрасте 65 лет и старше. Средний возраст жителей составил 31 год. На каждые 100 женщин приходилось 90,5 мужчин, при этом на каждые сто женщин 18 лет и старше приходилось 96,5 мужчин также старше 18 лет.
Средний доход на одно домашнее хозяйство в городе составил 27 917 долларов США, а средний доход на одну семью — 30 729 долларов. При этом мужчины имели средний доход в 24 500 долларов США в год против 18 000 долларов среднегодового дохода у женщин. Доход на душу населения в городе составил 12 958 долларов в год. 13,7 % от всего числа семей в округе и 18,2 % от всей численности населения находилось на момент переписи населения за чертой бедности, при этом 32,4 % из них были моложе 18 лет и 3,6 % — в возрасте 65 лет и старше.
Согласно переписи 2010 года в Белфонт проживали 530 человек.
По оценке 2016 года это число сократилось до 481 человека.